# Sex Packets
Sex Packets è il primo album in studio dei Digital Underground, pubblicato il 26 marzo 1990. Il disco prende nome da una droga, creata da un immaginario scienziato pazzo (l'idea fu di Schmoovy Schmoov alias Earl Cook, un membro che lasciò subito il gruppo) che provocava allucinazioni a sfondo sessuale e orgasmi. Gli stessi N.W.A. per pubblicizzare l'album in uscita mandarono una Newsletter a varie cliniche della California parlando di questa "sex-packet", notizia che trovò poi spazio anche su USA Today (nella newsletter dicevano che fu la NASA a sintetizzare segretamente la sostanza per gli astronauti in missione). L'album risultò molto ironico, con molti "samples" dei Parliament/Funkadelic di George Clinton. "Underwater Rimes" fu il primo singolo estratto che inaspettatamente spopolò nei Paesi Bassi.

## Tracce
1. The Humpty Dance
2. The Way We Swing
3. Rhymin' on the Funk
4. The New Jazz (One)
5. Underwater Rimes (Remix)
6. Gutfest '89 (Edit)
7. The Danger Zone
8. Freaks of the Industry
9. Doowutchyalike
10. Packet Prelude
11. Sex Packets
12. Street Scene
13. Packet Man
14. Packet Reprise